# Интеграл Якоби
В небесной механике интеграл Якоби является единственной известной сохраняющейся величиной в рамках ограниченной круговой задачи трёх тел. 
В отличие от задачи двух тел, энергия и момент системы не сохраняются по отдельности и общее аналитическое решение получить не удается. Интеграл Якоби используется для получения численного решения в отдельных случаях.

## Определение

### Синодическая система
Одной из удобных систем координат является так называемая синодическая система с началом координат в барицентре, при этом линия, соединяющая массы μ1 и μ2, выбрана в качестве оси x, а расстояние между ними выбрано в качестве единицы расстояния. Поскольку система вращается вместе с телами, то они остаются неподвижными и расположенными в точках с координатами (−μ2, 0) и (+μ1, 0)1.
В системе координат (x, y) постоянная Якоби имеет вид
{\displaystyle C_{J}=n^{2}(x^{2}+y^{2})+2\left({\frac {\mu _{1}}{r_{1}}}+{\frac {\mu _{2}}{r_{2}}}\right)-\left({\dot {x}}^{2}+{\dot {y}}^{2}+{\dot {z}}^{2}\right),}
где:
- {\displaystyle n={\frac {2\pi }{T}}} — среднее движение (орбитальный период T),
- {\displaystyle \mu _{1}=Gm_{1}\,\!,\mu _{2}=Gm_{2}\,\!}, для двух масс m1, m2 и гравитационной постоянной  G,
- {\displaystyle r_{1}\,\!,r_{2}\,\!} — расстояния от тестовой частицы до двух массивных тел.

Заметим, что интеграл Якоби равен минус удвоенной полной энергии в расчёте на единицу массы во вращающейся системе отсчёта: первое слагаемое относится к центробежной потенциальной энергии, второе относится к гравитационному потенциалу, третье — кинетическая энергия. В данной системе отсчёта силы, действующие на частицу, включают две гравитационные силы со стороны тел, центробежную силу и силу Кориолиса. Поскольку первые три силы можно выразить через потенциалы, а последняя перпендикулярна траектории, все они консервативны, поэтому энергия, измеряемая в данной системе энергия (следовательно, и интеграл Якоби), сохраняется. 

### Сидерическая система
В инерциальной (сидерической) системе отсчёта (ξ, η, ζ) массы вращаются вокруг барицентра. В данной системе координат постоянная Якоби имеет вид
{\displaystyle C_{J}=2\left({\frac {\mu _{1}}{r_{1}}}+{\frac {\mu _{2}}{r_{2}}}\right)+2n\left(\xi {\dot {\eta }}-\eta {\dot {\xi }}\right)-\left({\dot {\xi }}^{2}+{\dot {\eta }}^{2}+{\dot {\zeta }}^{2}\right).}

### Вывод
В синодической системе ускорения можно представить в виде производных от скалярной функции
{\displaystyle U(x,y,z)={\frac {n^{2}}{2}}(x^{2}+y^{2})+{\frac {\mu _{1}}{r_{1}}}+{\frac {\mu _{2}}{r_{2}}}.}
Рассмотрим уравнения Лагранжа для движения тела:
{\displaystyle {\ddot {x}}-2n{\dot {y}}={\frac {\delta U}{\delta x}},}
{\displaystyle {\ddot {y}}+2n{\dot {x}}={\frac {\delta U}{\delta y}},}
{\displaystyle {\ddot {z}}={\frac {\delta U}{\delta z}},}
После умножения уравнений на {\displaystyle {\dot {x}},{\dot {y}}} и {\displaystyle {\dot {z}}} соответственно и сложения всех трёх выражений получим равенство
{\displaystyle {\dot {x}}{\ddot {x}}+{\dot {y}}{\ddot {y}}+{\dot {z}}{\ddot {z}}={\frac {\delta U}{\delta x}}{\dot {x}}+{\frac {\delta U}{\delta y}}{\dot {y}}+{\frac {\delta U}{\delta z}}{\dot {z}}={\frac {dU}{dt}}.}
После интегрирования получим выражение
{\displaystyle {\dot {x}}^{2}+{\dot {y}}^{2}+{\dot {z}}^{2}=2U-C_{J},}
где  CJ — постоянная интегрирования.
Левая часть равенства является квадратом скорости  v  пробной частицы в синодической системе отсчёта.
1Данная система координат является неинерциальной, что объясняет появление слагаемых, связанных с центробежной силой и силой Кориолиса.